# Svatba (rybník)
Svatba je rybník, který se nachází v okrese Ústí nad Orlicí, asi 1 km západně od osady Prochody, poblíž hájovny v Prochodech, Prochody jsou dnes částí obce Újezd u Chocně. Rozloha vodní hladiny je v současnosti asi 7,6 ha, kolem se rozkládají poměrně rozsáhlé mokřady a mokřadní louky.

## Rostliny
Rybník je dnes značně eutrofizovaný, možná s výskytem nějakých běžnějších vodních rostlin. Při jeho občasném vypuštění se zde vytváří obnažené dno, s výskytem ostřice šáchorovité (Carex bohemica), rukev bahenní (Rorippa palustis), šťovík přímořský (Rumex maritimus) aj. V okolí se nacházejí rákosiny, dominuje zde rákos obecný (Phragmites australis), zblochan vodní (Glyceria maxima), v jednom místě se nachází menší porost skřípince jezerního (Schoenoplectus lacustris). Roste zde větší množštví druhuů ostřic, např. ostřice odchylná (Carex appropiquata), ostřice Hartmanova (Carex hartmanii), ostřice štíhlá (Carex acuta), ostřice zobánkatá (Carex rostrata), ostřice měchýřkatá (Carex vesicaria), ostřice pobřežní (Carex riparia), ostřice ostrá (Carex acutiformis) a další. Z dalších rostlin zde roste např. žluťucha lesklá (Thalictrum lucidum).
V posledních letech zde však na rostlinná společenstva nepříznivě působí rybářské hospodaření a s ním spojená eutrofizace, jedná se o chovný rybník. Eutrofizovaná voda způsobuje masivní šíření rákosu obecného na úkor jiných, konkurenčně slabších, rostlinných společenstev.

## Živočichové
Rybník je stanovištěm mnoha druhů vodních ptáků např. kachna divoká, polák velký, často sem zalétá čáp černý či volavka popelavá.